# Kataḫziwuri
Kataḫziwuri oder Kataḫzipuri war eine hattische und palaische Göttin.
Kataḫziwuri wird in einem hattischen Bauritual genannt, mit dem Vermerk, dass sie den Hausbau wohl beherrsche, und den Götterschmied Ḫašammeli aufforderte, den eisernen Pfahl, den kupfernen Hammer und den eisernen Herd zu nehmen. In der hethitischen Übersetzung wird ihr Name durch Kamrušepa ersetzt. Beide Göttinnen haben gemeinsam, dass sie in Reinigungsritualen eine zentrale Rolle einnehmen. Als der Mondgott auf den Markt von Liḫzina fiel, sah dies Kataḫziwuri vom Himmel herab. Gemeinsam mit Ḫapantali verrichtete sie ein Ritual, um den Mondgott zu retten.
Wie Kamrušepa scheint auch Kataḫzipuri eine engere Beziehung zur Sonnengottheit zu haben. So wird sie in palaischen Götterlisten an zweiter Stelle unmittelbar vor dem Sonnengott Tiyaz genannt. 
Der hattische Name kann möglicherweise zu den hattischen Wörtern kattaḫ „Königin“ und  wur „Land“ gestellt werden.